# فينلي بيتر دون
فينلي بيتر دون (بالإنجليزية: Finley Peter Dunne)‏ هو كاتب سيناريو ومؤلف وصحفي وكاتب أمريكي، ولد في 10 يوليو 1867 في شيكاغو في الولايات المتحدة، وتوفي في 24 أبريل 1936 في نيويورك في الولايات المتحدة.

## وصلات خارجية
- فينلي بيتر دون على موقع الموسوعة البريطانية (الإنجليزية)
- فينلي بيتر دون على موقع إن إن دي بي (الإنجليزية)